# Новомихайловка (Дуванський район)
Новомиха́йловка (рос. Новомихайловка, башк. Яңы Михайловка) — присілок (у минулому село) у складі Дуванського району Башкортостану, Росія. Входить до складу Михайловської сільської ради.
Населення — 176 осіб (2010; 180 у 2002).
Національний склад:
- росіяни — 97 %